# Bautheodolit
Als Bautheodolit wird in der Geodäsie ein robuster Theodolit bezeichnet, der für die häufigsten Vermessungsaufgaben im Bauwesen und für einfache Geländeaufnahmen konzipiert ist. Er unterscheidet sich vom Universal- oder Sekundentheodolit durch etwas geringere Größe und Genauigkeit (etwa ±3–10″ oder 1–3 mgon). Der Begriff kam um 1950 auf, als sich die geschlossene, kompakte Bauweise von Theodoliten allgemein durchgesetzt hatte.
Zu den ersten Theodoliten dieser Art können die von Heinrich Wild um 1930 entworfenen Geräte Wild T1 und Kern DK1 gezählt werden, denen bald vergleichbare Messgeräte von Zeiss (z. B. Th2), Neuhöfer und anderen Herstellern folgten.
Der klassische (analoge) Bautheodolit wiegt etwa 5 kg und hat Abmessungen um die 10 cm × 10 cm × 20 cm. Das verwendete Stativ kann daher leicht sein (4–5 kg). Die Teilkreise sind bei älteren Exemplaren meist nur auf Grad oder 10′ geteilt; die Ablesung erfolgt mit Skalenmikroskopen (Bogenminute bzw. cGon direkt, Sekunde bzw. Milligon geschätzt). Mit Zubehör wie Messlatte, kleinem Distanzer, Beleuchtung usw. sind alle einfachen Messaufgaben zu lösen.
Seit den 1990er-Jahren und der Digitalisierung der Messungen ist die Bauart mit dem Instrumententyp des Tachymeters verschmolzen.

## Zur robusten Konstruktion
Bis etwa 1900 herrschte die offene Bauweise der Theodolite vor; das heißt, die Kippachse, die Teilkreise und die verschiedenen Ablesenonien lagen frei. Dies bedeutete relativ große Empfindlichkeit der Instrumente und erforderte erfahrene Beobachter.
Um die Jahrhundertwende begann die Entwicklung zur geschlossenen Bauweise: die Alhidade mit dem Horizontalkreis wurde mit einer Metallhülle überwölbt, die Fernrohrstützen verkleidet, und ab etwa 1930 auch der Höhenkreis und die Kippachse. Der nächste Entwicklungsschritt – der vor allem auf Heinrich Wild zurückgeht – war die Vereinfachung der Kreisablesung durch eigene kleine Fernrohre und durch Zusammenspiegeln gegenüberliegender Teilkreise sowie der Ersatz von Metall- durch Glaskreise.
Die geschlossene Gerätehülle brachte einige Vorteile:
- Robustheit und damit Nutzbarkeit auch bei weniger Erfahrung
- Verringerung der thermischen Einflüsse auf Alhidade, Fernrohrachsen und Ablesung
- Besserer Schutz der Libellen
- justierbare, aber vor Staub geschützte Kippachse und stabilere Rektifikation